# Myrcia skeldingi
Myrcia skeldingi (Synonym: Myrcia skeldingii) ist eine ausgestorbene Baumart aus der Familie der Myrtengewächse (Myrtaceae). Sie war in der Mason River Savanne auf Jamaika endemisch. Das Artepitheton ehrt den Botaniker Arthur Donald Skelding, der zum ersten Mal auf die botanische Artenvielfalt in der Typuslokalität hinwies. 

## Merkmale
Myrcia skeldingi war ein kleiner Baum, der eine Höhe von 5 Metern erreichte. Die jüngsten Zweige, die Blütenstiele, die Mittelrippen auf der Blattunterseite und die oberen Blütenstandszweige waren mit feinen Strichborsten bedeckt. Die Strichborsten verschwanden mit dem Alter. Die Blätter waren lederartig und hatten keine durchscheinenden Punkte. Die annähernd festsitzenden Blätter waren 5,5 bis 10 Zentimeter lang und 3,5 bis 6 Zentimeter breit. Die dicken Blattstiele waren 1 bis 2 Millimeter lang. Die Blattform war breit elliptisch bis eiförmig-elliptisch. Die Blattspreite war hauptsächlich gerundet oder stumpf an der Spitze. Die Blattbasis war gerundet oder fast herzförmig. Die Mittelrippe war an der Blattoberseite eingedrückt und an der Blattunterseite hervorstehend. Die feinnetzige Blattaderung trat auf beiden Blattseiten hervor, auf der Blattunterseite jedoch stärker. Die endständigen, breiten, vielblütigen Rispen waren 7 bis 14 Zentimeter lang. Der Blütenstiel war 0,5 bis 1 Zentimeter lang. Die äußersten Verzweigungen endeten in einem Dichasium mit drei bis fünf Blüten. Die 1,5 Millimeter lange Kelchröhre war haarlos und oberhalb des Fruchtknotens verlängert. Die vier Kelchzipfel waren ungefähr 0,75 Millimeter lang. Die Blütenblätter waren weiß und unbehaart. Der Staubbeutel war zweikammerig. Der ungefähr 3,5 Millimeter lange Griffel hatte eine schildförmige Narbe. Die kugelförmigen Beeren hatten einen Umfang von ungefähr 6 Millimeter und waren im reifen Zustand tiefrot. Sie beinhalteten ein bis drei Samen mit einer Länge von 3 bis 4 Millimeter.

## Aussterben
Die letzte Population wurde in Ufergebüschen entlang des Mason River an der Grenze zwischen dem Clarendon Parish und dem Saint Ann Parish entdeckt. Seit 1972 wurde die Art nicht mehr nachgewiesen und gilt als vermutlich ausgestorben.